# Cryptocephalus validicornis
Cryptocephalus validicornis es una especie de insecto coleóptero de la familia Chrysomelidae.
Fue descrita científicamente en 1953 por Lindberg.